# Terentier
Terentius war der Name (nomen gentile) einer Familie im antiken Rom, der gens Terentia (deutsch Terentier). Die Familie stammte ursprünglich aus dem Sabinerland und kommt etwa seit dem Zweiten Punischen Krieg in Rom vor. Der bedeutendste Zweig waren die Terentii Varrones.

## Bekannte Namensträger
- Terenz, vollständig Publius Terentius Afer (* um 195/190 v. Chr. in Karthago; † 159/158 v. Chr.), römischer Autor
- Decimus Terentius Gentianus, römischer Politiker (* ca. 89/90 n. Chr.)
- Hedius Lollianus Terentius Gentianus, römischer Politiker und Konsul im Jahr 211 n. Chr.
- Gaius Terentius Istra, römischer Prätor 182 v. Chr.
- Gaius Terentius Lucanus, römischer Münzmeister
- Gaius Terentius Varro, römischer Konsul
- Terentius Maximus, römischer Usurpator um 79/80 n. Chr.
- Decimus Terentius Scaurianus, römischer Statthalter von Dakien
- Quintus Terentius Scaurus, lateinischer Grammatiker 1. Hälfte des 2. Jh.
- Gnaeus Lucius Terentius Homullus Iunior, römischer Suffektkonsul 146
- Aulus Terrentius Varro, römischer Münzmeister
- Aulus Terentius Varro (Prätor), kämpfte als Prätor 184 v. Chr. und im Folgejahr in Spanien erfolgreich gegen iberische Stämme
- Aulus Terentius Varro (Gesandter), gehörte 146 v. Chr. einer zehnköpfigen Senatorengesandtschaft zur Umwandlung Griechenlands in eine römische Provinz an
- Aulus Terentius Varro (Flottenkommandant), 85–82 v. Chr. Flottenlegat des Lucius Licinius Murena in der Provinz Asia, 78 oder 77 v. Chr. vielleicht Prätor in Asia
- Aulus Terentius Varro Murena, Konsul 23 v. Chr.
- Terentius Vespa, bei Cicero genannter Witzbold
- Lucius Terentius Rufus, römischer Offizier (Kaiserzeit)
- Lucius Terentius Serenus, römischer Offizier (Kaiserzeit)
- Marcus Terentius Quirinalis, römischer Kommandeur
- Marcus Terentius Varro, (* 116 v. Chr. in Reate im Sabinerland, heute Rieti; † 27 v. Chr.) römischer Polyhistor
- Marcus Terentius Varro Lucullus (116 v. Chr.–56 v. Chr.), römischer Politiker und Feldherr
- Aulus Terentius Varro Murena, römischer Feldherr
- Quintus Ranius Terentius Honoratianus Festus, römischer Statthalter

in der Spätantike
- Terentius (dux), eine oder zwei Persönlichkeiten, die in einem sehr zeitnahen Raum unter Valentinian I. je ein Dukat in den Provinzen Valeria und Armenien wahrnahmen
- Terentius (Kämmerer), Oberkämmerer (praepositus sacri cubiculi) unter Kaiser Honorius, Anfang 5. Jahrhundert
- Terentius von Seleuciana, Bischof von Seleuciana (Numidien), 410er Jahre

Mittelalter
- Terentius von Faenza, Heiliger des 12. Jahrhunderts

## Varianten
- Terence
- Terenzi
- Terenzio
- Terrence
- Terry